# قاچاق سوخت در ایران
قاچاق سوخت در ایران پدیده‌ای رو به رشد دانسته شده است. دلیل اصلی قاچاق سوخت در گازوئیل و بنزین، اختلاف قیمت داخلی و قیمت کشورهای همسایه بوده و ۸۰ درصد از قاچاق سوخت مربوط به گازوئیل است. این قاچاق در ایران به روش‌هایی همچون سوخت‌بری زمینی و دریایی، مینی‌ریفاینری‌ها و واحدهای کوچک هیدروکربوری و ترانزیت سوخت انجام می‌گیرد.
طبق بررسی‌های انجام شده، روزانه ۲۰ تا ۲۵ میلیون لیتر گازوئیل قاچاق می‌شود که از این مقدار، حدود ۶۵ درصد آن از استان سیستان و بلوچستان خارج می‌شود. ۱۵ درصد از استان هرمزگان، و ۲۰ درصد باقی‌مانده از سایر نقاط کشور، از جمله مناطق شمال غربی نظیر آذربایجان غربی تا مناطق جنوبی مانند خوزستان خارج می‌شود. با این حساب، حدود ۸۰ درصد قاچاق سوخت کشور را استان‌های جنوبی انجام می‌دهند.

## دلایل
دلیل اصلی قاچاق سوخت در گازوئیل و بنزین به اختلاف قیمت داخلی و قیمت کشورهای همسایه برمی‌گردد. بنزین و گازوئیل تولیدی در ایران به ترتیب تا سقف ۳۰ الی ۲۰۰ برابر قیمت داخلی توسط قاچاقچیان خرید و فروش می‌شود و یک تجارت پرسود را برای کل زنجیره قاچاق در ایران و کشورهای همسایه ایجاد کرده است.

## روش‌ها
- سوخت‌بری زمینی و دریایی؛ در این روش سوخت توسط نفتکش‌ها و شناورهای دریایی قاچاق می‌شود. طبق گزارش معاون حقوقی ستاد مبارزه با قاچاق کالا، ۴۰ درصد از قاچاق سوخت توسط شناورهای غیرمجوزدار انجام می‌شود.
- مینی‌ریفاینری‌ها و واحدهای کوچک هیدروکربوری؛ نقش این واحدهای کوچک در فرایند قاچاق، نوعی سوخت‌شویی است؛ یعنی بنزین و گازوئیل نشتی از دستگاه‌های دولتی را در مخازن خود تجمیع کرده و به‌عنوان محصول تولیدی خود به کشورهای همسایه صادر می‌کنند.
- ترانزیت سوخت؛ این روش مربوط به نفتکش‌هایی است که قصد دارند سوخت موجود در تانکر خود از مبدأ یک کشور همسایه و از مسیر ایران به سایر کشورها منتقل کنند. اما نکته اینجاست که بخشی از مخازن آنها خالی بوده و در بین راه در مسیر ایران، مخازن خود را با سوخت باکیفیت ایران پر می‌کنند.

به نظر می‌رسد دو روش نخست قاچاق با استفاده از اصلاح سهمیه‌ها و نظارت بر آنها قابل مدیریت بوده و روش سوم با ممنوعت ترانزیت سوخت از ایران متوقف می‌شود.

## مناطق
طبق بررسی‌های انجام شده، روزانه ۲۰ تا ۲۵ میلیون لیتر گازوئیل قاچاق می‌شود که ۶۵ درصد آن از استان سیستان و بلوچستان، ۱۵ درصد از استان هرمزگان، و ۲۰ درصد باقی‌مانده از سایر نقاط کشور، از جمله مناطق شمال غربی نظیر آذربایجان غربی تا مناطق جنوبی مانند خوزستان خارج می‌شود که یعنی حدود ۸۰ درصد قاچاق سوخت کشور را استان‌های جنوبی انجام می‌دهند.
تاکنون محموله‌های بسیاری از قاچاق در مناطق مختلفی کشف و توقیف شده‌اند؛ از جمله تهران، کرمان، سیستان و بلوچستان، هرمزگان، قزوین، بندرعباس و…

## ماجرای عزل استاندار سیستان و بلوچستان
در تاریخ ۱۲ اسفند ۱۴۰۳ در مجلس اعلام شد که روزانه ۲۰ میلیون لیتر سوخت به پاکستان قاچاق می‌شود که خسارت سالانه آن می‌شود ۳۲۰ هزار میلیارد تومان. استاندار اسبق سیستان و بلوچستان گزارشی علیه جریان قاچاق سوخت از این استان آماده کرد، بعدش عزل شد.